# Fritz Pragst
Fritz Pragst (* 9. September 1941 in Stove (Carlow)) ist ein deutscher Chemiker und Forensischer Toxikologe. 

## Ausbildung und Beruf
Nach dem Abitur studierte Pragst ab 1961 Chemie an der Humboldt-Universität Berlin. Nach dem Diplom 1966 und der Promotion zum Dr. rer. nat. 1969 mit einer Arbeit zur Oxydation aliphatischer Diazoverbindungen habilitierte er sich dort 1976. Thema der Arbeit war diesmal die elektrochemische Lumineszenz organischer Verbindungen. Ab 1970 arbeitete Pragst an der Humboldt-Universität, zunächst als Oberassistent in der Sektion Chemie, ab 1987 als Hochschuldozent für Forensische Chemie am Institut für Gerichtliche Medizin. Von 1987 bis 1989 absolvierte Pragst noch ein Studium der Toxikologie für Graduierte an der Universität Leipzig und wurde im Anschluss Leiter der Abteilung Forensische Toxikologie am rechtsmedizinischen Institut der Charité; 1996 wurde er zum außerplanmäßigen Professor ernannt. Seit 2006 ist Pragst pensioniert und als Gastwissenschaftler weiterhin an der Charité tätig.

## Forschungsinteressen
Der Schwerpunkt der Arbeit von Pragst liegt im Nachweis mittel- und langdauernden Drogen- und Alkoholmissbrauchs. Für den Nachweis längerer Zeiträume erhöhten Alkoholkonsums entwickelte Pragst ein auf der Haaranalyse beruhendes Verfahren, mit dem er in Deutschland eine Vorreiterrolle spielte.

## Ehrungen
- Ehrendoktorwürde der Forsttechnischen Akademie St. Petersburg
- 2007 Alan Curry Award der International Association of Forensic Toxicologists
- 2009 Jean Cervais Stas-Medaille der GTFCh (Gesellschaft für Forensische und Toxikologische Chemie)
- 2010 Konrad-Händel-Stiftungspreis der Deutschen Gesellschaft für Rechtsmedizin